# Hans Domenig
Hans Domenig (* 13. März 1934 in Davos; † 20. Oktober 2023 in Chur) war ein evangelisch-reformierter Pfarrer, Fotograf und Autor aus Chur im Kanton Graubünden.

## Arbeit
Hans Domenig war bis zu seinem Ruhestand Pfarrer in Tschiertschen, in Davos und an der Kirche St. Martin in Chur. Von 1974 bis 1979 amtete er zudem als Kirchenrat der Evangelisch-reformierten Landeskirche Graubünden. Er war Autor zahlreicher Bücher und Bildbände, die er grossteils mit seinen Fotos bebildert. Bekannt wurde er einem grossen Publikum durch die Fernsehreihe Wort zum Sonntag. Er hatte eine Rubrik «Domenigs Weitblick» in der Zeitung Südostschweiz. Hans Domenig lebte und arbeitete in Chur. Er starb am 20. Oktober 2023 im Alter von 89 Jahren in Chur.

## Familie
Hans Domenig war verheiratet und hatte mit seiner Frau Heidi einen Sohn und zwei Töchter. Der Sohn Hans Jürg Domenig ist Unternehmer und Fachautor.

## Werke (Auswahl)
- Chur (Bildband), Text dt., engl. und ital.[Übers. Désirée Muscas ... Hrsg. Julia Hauser-Balog], 2011, ISBN 978-3-85894-016-2
- Trauerbilder, Schwarzweißphotographie; Bildband, 2009 ISBN 978-3-905688-43-6
- Vom Dunkel ins Licht: Texte und Bilder zur Advents- und Weihnachtszeit, Pierre Stutz (Hrsg.), ISBN 3-460-20781-7 oder  ISBN 3-7245-0878-6
- Nimm das Jahr als Fest, Betrachtungen zum Kirchenjahr  , 1991,  ISBN 3-7806-2153-3 oder ISBN 3-7245-0578-7